# Pfinzing von Henfenfeld
La famiglia Pfinzing von Henfenfeld fu una famiglia nobile del patriziato di Norimberga, nel cui consiglio sedette dal XIV secolo al 1764. Nella sua storia vantò cinque Reichsschultheiß (sindaci) di Norimberga.

## Storia

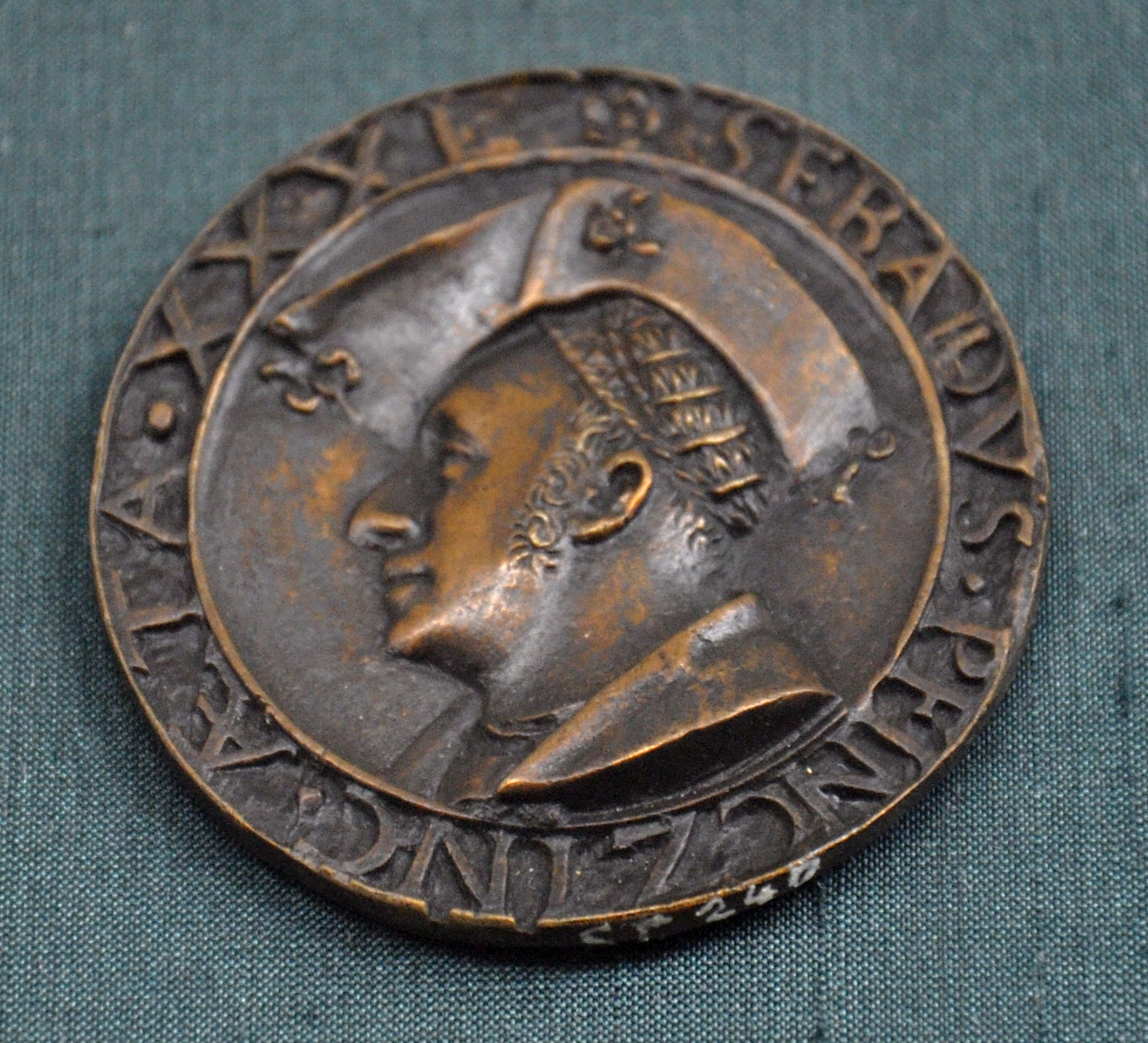
Medaglia di bronzo rappresentante Sebald Pfinzing (1487–1537), consigliere di Norimberga

La famiglia Pfinzing (anche Pfintzing) proveniva dall'area di Norimberga e viene menzionata per la prima volta in un documento del monastero di Heilsbronn con Sifridus de Nurinberc, dictus Pfincinch, del 1233.
La famiglia entrò nel consiglio cittadino nel corso del XIV secolo, ma parallelamente continuò la propria attività commerciale nel sud-est dell'Europa e in Italia, come partner della Stromersche Handelsgesellschaft. Bertold Pfinzing († 1405), genero di Ulrich Stromer, fu consigliere di Norimberga e finanziatore di re Venceslao. Anche suo figlio, Sebald Pfinzing († 1431), ebbe un ruolo importante nella politica cittadina. Nel 1411/31 fu, con Peter Volckamer, il più importante collegamento tra la città di Norimberga ed il re Sigismondo, nonché uno dei cittadini più ricchi della città. Nel XVI secolo, i Pfinzing vantavano una vasta rete commerciale con basi a Venezia, Salisburgo, Augusta, Ratisbona, Lipsia e Breslavia. Commerciavano tessuti e spezie, avendo miniere di stagno situate a Schlaggenwald e una fonderia a Mansfeld. Nell'Alto Palatinato possedevano delle miniere di ferro. Insieme a Hans Welser, Martin II Pfinzing (1521-1572) venne eletto capo del consiglio di amministrazione della borsa di Norimberga.
La ricchezza del Pfinzing è stata documentata in numerosi possedimenti a Norimberga e dintorni. Nel 1530 Martin I Pfinzing (1490-1552), acquistò dagli Egloffsteins il castello di Henfenfeld e la linea che da lui derivò si chiamò per l'appunto Pfinzing von Henfenfeld. Il predicato nobiliare al cognome venne garantito dal 1554 con la concessione di uno stemma aristocratico. La linea si estinse con la morte di Johann Sigmund Pfinzing von Henfenfeld (1712-1764). Suoi eredi furono la famiglia Haller von Hallerstein.
Altri rami della famiglia furono: gli Pfinzing di Norimberga († 1598), gli Pfinzing von Weigelshof († 1617), gli Pfinzing von Gründlach († 1739), tutte estinte

## Membri notabili
- Melchior Pfinzing (1481–1535), preposto a San Sebald ed editore e coautore del Theuerdank
- Paul Pfinzing il Vecchio (1554-1599), consigliere, commerciante e cartografo, creatore dell'Atlante Pfinzing